# Pela-soques rogenc
El pela-soques rogenc (Climacteris rufus) és un ocell de la família dels climactèrids (Climacteridae).

## Hàbitat i distribució
Habita el bosc obert d'Austràlia sud-occidental.